# SIGSTOP
В POSIX-системах, SIGSTOP — сигнал, посылаемый для принудительной приостановки выполнения процесса. Для возобновления выполнения используется сигнал SIGCONT.
SIGSTOP — целочисленная константа, определенная в заголовочном файле signal.h. Символьные имена сигналов используются вместо номеров, так как в разных реализациях номера сигналов могут различаться.

## Этимология
SIG — общий префикс сигналов (от англ. signal), STOP — англ. stop — остановить.

## Использование
Сигнал SIGSTOP, посланный процессу приостанавливает его выполнение. Выполнение процесса будет возобновлено только после получения сигнала SIGCONT.
Кроме всего прочего, SIGSTOP и SIGCONT используются в механизме управления задачами (англ. job control) шелла Unix.
В отличие от сигнала SIGTSTP, SIGSTOP не может быть обработан программой или проигнорирован.